# Solarpark Brandenburg-Briest
Der Solarpark Brandenburg-Briest ist eine Photovoltaik-Freiflächenanlage auf dem ehemaligen Flugplatz Brandenburg-Briest. Er ist mit Solarmodulen der Firma Q-Cells bestückt und war zur Zeit seiner Fertigstellung Europas größter Solarpark. Er besteht aus drei Abschnitten: Brandenburg-Briest Ost, Brandenburg-Briest West und Briest-Havelsee. Die Abschnitte in Brandenburg haben eine Spitzenleistung von jeweils 30 MW, der Abschnitt in Briest ist auf 31 MW ausgelegt.
383.000 kristalline Module mit einer Modulfläche von 65 ha sind mit einem Neigungswinkel von 25 Grad auf einer Fläche von rund 200 ha angeordnet. Die Module vom Typ Q.PEAK, Q.PRO und Q.BASE haben eine Leistung von jeweils 230–245 Wp. Zur Umwandlung des aus den Solarzellen erzeugten Gleichstroms sind 102 Wechselrichter angeschlossen. Die gesamte Anlage ging im Dezember 2011 in Betrieb. Als Jahresleistung wurden 89.500 MWh prognostiziert, dies entspricht über das Jahr einer prognostizierten mittleren Leistung von rund 10 MW.